# Pimco
Die Pacific Investment Management Company, LLC (Pimco, Eigenschreibweise PIMCO) ist eine der Allianz gehörige Investmentgesellschaft mit Sitz in Newport Beach im US-Bundesstaat Kalifornien. Sie hat sich auf Anleihen spezialisiert und ist inzwischen mit 1,87 Billionen US-Dollar Anlagevermögen eines der größten Unternehmen in diesem Segment.
Bekannt ist Pimco unter anderem durch den Pimco Total Return, den derzeit größten Rentenfonds der Welt, sowie durch dessen ehemaligen Fondsmanager William Gross. In Deutschland fungiert Pimco als Anlageberater für Rentenfonds von Allianz Global Investors.

## Geschichte
Pimco wurde 1971 in Newport Beach gegründet und begann als Tochtergesellschaft des Lebensversicherungs- und Finanzdienstleistungsunternehmens Pacific Life.
Seit 2000 ist Pimco eine hundertprozentige Tochter der Allianz Global Investors of America, die wiederum zu etwa 97 % der Allianz und etwa 3 % der Pacific Life gehört.
Im März 2011 gab der knapp 240 Milliarden Dollar verwaltende Pimco Total Return Fund bekannt, dass er sich bereits im Februar 2011 komplett von seinen Beständen an US-Schuldenpapieren getrennt habe, weil er einen massiven Wertverlust von US-Staatsanleihen befürchte.
Im September 2014 teilte Pimco mit, dass Bill Gross die Firma mit sofortiger Wirkung verlassen werde. Gross war ab September 2014 für den Vermögensverwalter Janus Capital tätig.

## Internationale Präsenz
Pimco betreibt neben dem Hauptsitz in Newport Beach Zweigstellen in New York, Austin, San Diego, Tokio, Singapur, London, Sydney, München, Toronto und Hongkong.